# Adam Petrovič Ožarovski
Adam Petrovič Ožarovski (poljsko Adam Ożarowski), ruski general poljskega rodu, * 1776, † 30. november 1855.
Bil je eden izmed pomembnejših generalov, ki so se borili med Napoleonovo invazijo na Rusijo; posledično je bil njegov portret dodan v Vojaško galerijo Zimskega dvorca.

## Življenje
Njegov oče, hetman Piotr Ożarowski, je bil med varšavsko vstajo ujet in obešen s strani poljskih upornikov. 
Ožarovski je tako sledil očetu v rusko vojsko. Od leta 1802 je sodeloval v vseh Napoleonovih vojnah. Med bitko narodov je uspel zajeti francosko zastavo, zaradi česar je bil odlikovan z redom svetega Jurija. 22. julija 1807 je bil povišan v generalmajorja in v generaladjutanta.
Odlikoval se je tudi med veliko patriotsko vojno, za kar je bil 22. avgusta 1826 povišan v generala konjenice in postal senator. V času smrti je bil član državnega sveta Poljske (mesto je zasedel 12. septembra 1833).

## Družina
Leta 1806 se je poročil z grofico Marijo Skavronskajo, pra-nečakinjo princa Grigorija Aleksandroviča Potemkina.